# Грегори Вајзман
Грегори Рид Вајзман (енгл. Gregory Reid Wiseman; Балтимор, 11. новембар 1975), амерички је астронаут, инжењер и пилот у Америчкој ратној морнарици. Изабран је за астронаута од стране агенције НАСА у јуну 2009. године, у склопу астронаутске групе 20, а основну обуку завршио је 2011. године. Први пут полетео је у свемир летелицом Сојуз ТМА-13М, 28. маја 2014. године, и боравио је шест месеци на Међународној свемирској станици као летачки инжењер Експедиција 40/41. На Земљу се вратио 10. новембра исте године. Пре него што је постао астронаут, Рид је служио као морнарички пилот и опитни пилот.